# 瓜尔塔
瓜尔塔，是西班牙加泰罗尼亚赫罗纳省的一个市镇。总面积9平方公里，总人口311人（2001年），人口密度35人/平方公里。